# Tom Patterson
Tommie J. Patterson, detto Tom (Midland, 15 ottobre 1948 – Waskom, 14 febbraio 1982), è stato un cestista statunitense, professionista nella NBA.

## Carriera
Venne selezionato dai Baltimore Bullets al secondo giro del Draft NBA 1972 (25ª scelta assoluta).